# Christian Cueva
Christian Alberto Cueva Bravo (* 23. listopadu 1991 Trujillo) je peruánský fotbalista působící na postu ofenzivního záložníka. Je technicky dobře vybaveným hráčem, který nahrává na branky a umí také zakončovat z druhé vlny.
S profesionálním fotbalem začínal v roce 2008 v CD Universidad de San Martín, později hrál za CD Universidad César Vallejo, v Chile za Unión Española, kde v roce 2013 získal mistrovský titul, a ve Španělsku za Rayo Vallecano. Roku 2014 se vrátil do Peru a podepsal smlouvu s Alianzou Lima, pak odešel do mexické Tolucy a do brazilského São Paulo FC. Od roku 2020 je hráčem mexického klubu CF Pachuca, kam přestoupil po dvouletém působení v ruském FK Krasnodar.
V peruánské fotbalové reprezentaci debutoval v roce 2011, odehrál za ni 64 utkání a vstřelil v nich 10 branek. Startoval na kontinentálním mistrovství Copa América 2015, kde jeho tým obsadil třetí místo a kde byl vybrán do ideální jedenáctky turnaje. Reprezentoval také na Copa América 2016 (vyřazení ve čtvrtfinále) a na mistrovství světa ve fotbale 2018, kde neproměnil pokutový kop v úvodním utkání proti Dánsku, které Peruánci prohráli 0:1 a na šampionátu byli vyřazení v základní skupině. Cueva hrál také na Copa América 2019, kde jeho tým překvapivě získal stříbrné medaile.